# Ryohei Kato
Ryohei Kato, född den 9 september 1993 i Numazu, Japan, är en japansk gymnast.
Han tog OS-silver i lagmångkampen i samband med de olympiska gymnastiktävlingarna 2012 i London. Vid olympiska sommarspelen 2016 i Rio de Janeiro tog Kato en guldmedalj i lagmångkamp.